# Andromeda IX
Andromeda IX (And IX) è una galassia nana sferoidale (dSph) situata nella costellazione di Andromeda alla distanza di circa 2,5 milioni di anni luce dalla Terra.
È una galassia satellite della Galassia di Andromeda (M31) e quindi fa parte del Gruppo Locale. È stata scoperrta nel 2004 con le osservazioni dello Sloan Digital Sky Survey da D.B. Zucker. Al momento della scoperta risultava la galassia con la più bassa luminosità superficiale e la più debole per la luminosità assoluta intrinseca.
Si stima che la sua distanza sia la medesima di M31.